# Steven Linares
Steven Linares és un mestre, sindicalista, barrister i diputat gibraltareny, membre del Partit Liberal de Gibraltar (GLP).

## Biografia
Linares va ser un dels primers admesos a la Bayside Comprehensive School, juntament amb Peter Montegriffo, Gilbert Licudi i Dominique Searle. Des del principi, va optar per l'ensenyament, però va haver de passar per diversos altres treballs (Barclays Bank, Retco, etc.) abans d'abraçar la professió escollida. Finalment, als 23 anys, es va matricular a la Universitat de Leeds (Trinity and All Saints College) i va rebre la seva llicenciatura en educació (amb honors) el 1987. El 1988 va ser mestre a la St Joseph's Middle School i després durant 12 anys a la Bishop Fitzgerald Middle School abans de ser elegit al Parlament en les eleccions generals de 2000.
Afiliat el 1989 a l'«Associació d'Educadors de Gibraltar» (Gibraltar Teachers' Association - GTA), Linares també va ser membre del Partit Socialista Laborista de Gibraltar (GSLP), on va romandre fins a 1992. Aquest any, es va unir al Partit Nacional de Gibraltar (posteriorment Partit Liberal de Gibraltar) i va decidir centrar-se més en les qüestions sindicals. Es va convertir en vicepresident de la GTA el 1993 i president el 1995. Va ser elegit membre del Gibraltar Trades Council el 1994 i va ser president de la Gibraltar Representative Organisation des de 1993 fins a 1995, on va treballar amb Jaime Netto i Joe Holliday.
El 1996, amb la derrota del Partit Nacional en les eleccions generals i la seva transformació en Partit Liberal de Gibraltar, Linares va ser un dels arquitectes de l'aproximació entre el GLP i el GSLP. El 2000, es va convertir en ministre a l'ombra d'Educació, formació, joventut i cultura.
El 2009, va ser admès com barrister al Regne Unit, i el 2010, a Gibraltar. Linares va estudiar a la Universitat de Wolverhampton, la Universitat de l'Oest d'Anglaterra (Bristol) i Middle Temple Inns of Court. Com advocat, va treballar per a la firma d'advocats Charles Gomez & Co..
El 2011, amb la victòria del GSLP a les eleccions generals, Linares va ser nomenat ministre d'Esport, cultura, patrimoni i joventut.